# Нетопир скельний
Нетопир скельний, або гіпсуг гірський, нетопир Саві, лилик Саві, Нетопир кажановидний (Hypsugo savii) — вид рукокрилих родини Лиликові (Vespertilionidae). Перші скам'янілості Hypsugo savii датуються плейстоценом (-1.8 … -0.1 млн років). 

## Історія
У 1826 році Бонапарт вивчав кажанів, які нагадували нетопира (Vespertilio pipistrellus), але яких він розпізнав як новий вид, коли отримав від професора Саві з Пізи ідентичний екземляр. На підставі відносного розміру й кольору шерсті й порівняння цього виду із Pipistrellus pipistrellus Бонапарт описав цей новий вид, присвятивши видову назву італійському вченому, який захистив докторську дисертацію у віці 19 років. Тим часом, цей новий вид був також ідентифікований Темінком у Нідерландах. Але Темінк, обізнаний про роботу Бонапарта, залишив більш ранній опис виду на потім … опис, який з'явився тільки 11 років потому.

## Поширення
Країни проживання: Афганістан, Албанія, Алжир, Андорра, Австрія, Азербайджан, Бангладеш, Боснія і Герцеговина, Болгарія, Китай, Хорватія, Кіпр, Чехія, Франція, Грузія, Гібралтар, Греція, Ватикан, Угорщина, Індія, Іран, Ірак, Ізраїль, Італія, Японія, Казахстан, КНДР, Республіка Корея, Ліван, Монако, Монголія, Чорногорія, Марокко, Палестина, Португалія, Росія, Сан-Марино, Сербія, Словаччина, Словенія, Іспанія, Швейцарія, Сирія, Туніс, Туреччина, Туркменістан, Україна. Зустрічається від рівня моря до 3000 м.

## Стиль життя
Ловить здобич над відкритим лісом, пасовищами і водно-болотними угіддями, а часто в сільській місцевості та малих містах. Влаштовує сідала в тріщинах скель, іноді тріщинах будинків або під корою, рідше в підземних місцях проживання. Живиться  комахами. Тварини зазвичай починають літати задовго до заходу сонця і полюють всю ніч. 

## Морфологія
Розмір голови й тіла до 6 см, хвоста близько 4 см, розмах крил до 23 см, вага від 5 до 10 грамів. Їх хутро досить довге зверху, від жовто-коричневого до темно-коричневого кольору. Черево білувато-жовтувато-сіре й помітно відрізняється від верху. Вуха і морда майже чорні, крила темно-коричневі. Нелітаюча молодь дещо темніша, ніж дорослі, і практично не має світлого волосся. 

## Охорона в Україні
Занесений до Червоної книги України, має природоохоронний статус «Рідкісний».